# Justin Johnson (sciatore)
Justin J. Johnson (23 settembre 1977) è un allenatore di sci alpino, ex sciatore alpino ed ex sciatore freestyle statunitense.

## Biografia

### Carriera sciistica

#### Stagioni 1995-2005
Johnson, originario di Park City, iniziò la sua carriera nello sci alpino: attivo in gare FIS dal novembre del 1994, in Nor-Am Cup esordì il 9 febbraio 1995 a Whitefish in discesa libera (43º), ottenne il primo podio il 24 febbraio 1999 a Sugarloaf nella medesima specialità (3º) e conquistò la prima vittoria il 23 febbraio 2002 a Le Massif sempre in discesa libera.
In Coppa del Mondo esordì il 27 novembre 2004 a Lake Louise in discesa libera (47º) e ottenne il miglior piazzamento il 18 dicembre successivo in Val Gardena, ancora in discesa libera (24º); ai Mondiali di Bormio/Santa Caterina Valfurva 2005, sua unica presenza iridata, si classificò 21º nella medesima specialità. In Nor-Am Cup conquistò la seconda e ultima vittoria il 14 marzo 2005 a Le Massif in supergigante e ottenne l'ultimo podio il 1º aprile 2005 a Mammoth Mountain in discesa libera (2º).

#### Stagioni 2006-2010
Prese per l'ultima volta il via in Coppa del Mondo l'11 marzo 2007 a Kvitfjell in supergigante (55º) e si ritirò all'inizio della stagione 2007-2008; la sua ultima gara nello sci alpino fu la discesa libera di South American Cup disputata il 30 agosto a La Parva, chiusa da Johnson al 12º posto.
Dal 2008 si dedicò al freestyle, specialità ski cross, debuttando nella disciplina in occasione della gara di Coppa del Mondo disputata a Les Contamines il 12 gennaio e nella quale si classificò al 23º posto: tale piazzamento sarebbe rimasto il migliore di Johnson nel massimo circuito internazionale. Il 19 marzo 2009 ottenne il suo unico podio in Nor-Am Cup, a Rossland (2º), e si ritirò durante la stagione 2009-2010; la sua ultima gara in carriera fu la prova di Coppa del Mondo disputata il 20 gennaio 2010 a Blue Mountain, chiusa da Johnson al 47º posto.

### Carriera da allenatore
Dopo il ritiro è divenuto allenatore di sci alpino nei quadri della Federazione sciistica degli Stati Uniti.

## Palmarès

### Sci alpino

#### Coppa del Mondo
- Miglior piazzamento in classifica generale: 139º nel 2005

#### Nor-Am Cup
- Miglior piazzamento in classifica generale: 5º nel 2004
- 7 podi:
  - 2 vittorie
  - 3 secondi posti
  - 2 terzi posti

##### Nor-Am Cup - vittorie
| Data             | Località  | Paese  | Specialità |
| ---------------- | --------- | ------ | ---------- |
| 23 febbraio 2002 | Le Massif | Canada | DH         |
| 14 marzo 2005    | Le Massif | Canada | SG         |

Legenda:

DH = discesa libera

SG = supergigante

#### South American Cup
- Miglior piazzamento in classifica generale: 5º nel 2004
- 4 podi:
  - 2 vittorie
  - 1 terzo posto

##### South American Cup - vittorie
| Data           | Località     | Paese | Specialità |
| -------------- | ------------ | ----- | ---------- |
| 28 agosto 2003 | Valle Nevado | Cile  | SG         |
| 27 agosto 2004 | Valle Nevado | Cile  | SG         |

Legenda:

SG = supergigante

#### Campionati statunitensi
- 2 medaglie:
  - 1 argento (discesa libera nel 2005)
  - 1 bronzo (discesa libera nel 2006)

### Freestyle

#### Coppa del Mondo
- Miglior piazzamento in classifica generale: 174º nel 2010
- Miglior piazzamento nella classifica di ski cross: 56º nel 2008

#### Nor-Am Cup
- 1 podio:
  - 1 secondo posto